# Друзья (6-й сезон)
Шестой сезон американского телесериала «Друзья», премьера которого состоялась на канале NBC 23 сентября 1999 года, а заключительная серия вышла 18 мая 2000 года, состоит из 25 эпизодов.

## Сюжет
С утра Рэйчел и Росс ничего не помнят о прошедшей ночи. Но, узнав, что женаты, решают аннулировать брак. Росс, не желая становиться трижды разведённым, говорит Рэйчел, что брак аннулирован, хотя это не так. Его выдаёт Фиби, и в итоге они всё-таки разводятся.
Чендлер и Моника не женятся, но решают начать жить вместе. Чендлер переезжает в квартиру Моники, Рэйчел переселяется к Фиби, а Джоуи находит новую соседку — танцовщицу Жанин. У них начинается роман, однако Жанин требует, чтобы Джо больше не общался с Моникой и Чендлером, поэтому их отношения заканчиваются.
Росс, уволенный из музея, устраивается преподавателем палеонтологии в Университет.
Джоуи нуждается в деньгах и устраивается официантом в Центральную кофейню. Он увольняется оттуда, получив главную роль в сериале «Мак и Г.А.З.»(в оригинале «Mac and C.H.E.E.S.E.»).
В квартире Фиби происходит пожар, и в ней некоторое время нельзя жить. Рэйчел поселяется в квартире Моники и Чендлера, а Фиби — у Джоуи. Но вскоре они меняются, и соседкой Джоуи становится Рэйчел.
Росс завязывает роман со своей студенткой Элизабет. В то же время Рэйчел встречается с отцом этой студентки Полом, который ненавидит Росса. К концу сезона обе пары распадаются.
Чендлер решает сделать Монике предложение, но чтобы она ни о чём не догадалась, заявляет, что является противником брака. Расстроенная Моника встречает своего бывшего парня, Ричарда, который, как выясняется, всё ещё любит её. Узнав о намерениях Чендлера, Ричард «уходит с дороги», и Чендлер и Моника обручаются.

## В ролях
- Дженнифер Энистон — Рэйчел Грин
- Кортни Кокс — Моника Геллер
- Лиза Кудроу — Фиби Буффе
- Мэтт Леблан — Джоуи Триббиани
- Мэттью Перри — Чендлер Бинг
- Дэвид Швиммер — Росс Геллер

## Эпизоды
| № общий | № в сезоне | Название                                                                                             | Режиссёр       | Автор сценария                                                             | Дата премьеры    | Зрители в США (млн) |
| --- | ---------- | --- | -------------- | -------------------------------------------------------------------------- | ---------------- | ------------------- |
| 122 | 1          | «The One After Vegas» «Эпизод после Вегаса»                                                          | Кевин С. Брайт | Адам Чейз                                                                  | 23 сентября 1999 | 27.7                |
| Росс и Рэйчел не помнят, что было прошлой ночью, но друзья им рассказали. Теперь они решают аннулировать свой брак, заключённый спьяну. Росс не хочет становиться трижды разведённым и решает не торопиться с аннулированием. Чендлер и Моника не хотят торопиться со свадьбой, но также не хотят признаться в этом друг другу. Джоуи и Фиби едут домой на машине, Джоуи засыпает. В перерыве между пятым и шестым сезонами Кортни Кокс вышла замуж за Дэвида Аркетта и присоединила его фамилию к своей (Courteney Cox Arquette). Во время начальных титров ко всему актерскому составу была приставлена фамилия «Аркетт». А в финале серии заставка гласила: «Эпизод посвящён Кортни и Дэвиду, которые наконец-то поженились». |            | |                |                                                                            |                  |                     |
| 123 | 2          | «The One Where Ross Hugs Rachel» «Эпизод, в котором Росс обнимает Рэйчел»                            | Гэйл Манкусо   | Шана Голдберг-Миэн                                                         | 30 сентября 1999 | 22.9                |
| Моника и Чендлер объявляют всем, что хотят жить вместе. Росс думает, как сказать Рэйчел о том, что они всё ещё женаты. Фиби убеждает Росса в том, что тот до сих пор любит Рэйчел и поэтому не хочет аннулировать брак. Чтобы доказать это, она попросила трёх незнакомок оценить его ситуацию. Джоуи очень болезненно принял новость о переезде Чендлера, в отличие от Рэйчел, которая решила, что ничего особенного не произошло, что очень не нравится Монике. В итоге она осознает, что это «конец эпохи» и тоже расстраивается. Рэйчел утешает Росс, который обнимает и нюхает её волосы. |            | |                |                                                                            |                  |                     |
| 124 | 3          | «The One with Ross's Denial» «Эпизод, где Росс все отрицает»                                         | Гэри Халворсон | Сет Курланд                                                                | 7 октября 1999   | 21.6                |
| Росс пытается отрицать, что все ещё испытывает чувства к Рэйчел. Моника и Чендлер думают, что делать с освободившейся спальней, в итоге ссорятся. Рэйчел решает, куда переехать, и Росс предлагает ей свою квартиру, но позже осознает, что это не очень хорошая идея. |            | |                |                                                                            |                  |                     |
| 125 | 4          | «The One Where Joey Loses His Insurance» «Эпизод, в котором Джоуи теряет свою медицинскую страховку» | Гэри Халворсон | Эндрю Рейх и Тед Коэн                                                      | 14 октября 1999  | 21.1                |
| У Джоуи нет работы, и он лишается своей медицинской страховки. Тут, как назло, у него образуется грыжа. Чтобы заработать на операцию ему приходится ходить на различные съемки в больном состоянии. Росс первый раз выступает на лекции перед аудиторией. От волнения он придает своей речи британский акцент. Рэйчел узнаёт, что они с Россом всё ещё женаты. |            | |                |                                                                            |                  |                     |
| 126 | 5          | «The One with Joey's Porsche» «Эпизод с Porsche Джоуи»                                               | Гэри Халворсон | Перри Реин и Джиджи Маккрири                                               | 21 октября 1999  | 22.4                |
| Рэйчел и Росс пытаются аннулировать свой брак. Фиби, Моника и Чендлер присматривают за тройняшками. Чендлер проглатывает детальку от игрушки — ему срочно нужно в больницу. Фиби остается с детьми одна. Джоуи находит в кофейне потерянные кем-то ключи от Porsche и решает немного о нём «позаботиться», что очень кстати для знакомства с девушками. При попытке аннулировать брак Рэйчел признаётся Россу, что идея пожениться принадлежала ей. |            | |                |                                                                            |                  |                     |
| 127 | 6          | «The One on the Last Night» «Эпизод о последнем вечере»                                              | Дэвид Швиммер  | Скотт Силвери                                                              | 4 ноября 1999    | 23.6                |
| Чендлер пытается помочь Джоуи деньгами и не обидеть его, придумывая азартную карточную игру «Стакан», в ходе которой «проигрывает» ему 1 500$. Моника и Рэйчел пакуют вещи. Фиби случайно провоцирует конфликт между ними, а затем сама же их мирит. Росс, скрываясь от упаковки вещей, создает чучело Бэна. |            | |                |                                                                            |                  |                     |
| 128 | 7          | «The One Where Phoebe Runs» «Эпизод, в котором Фиби бегает»                                          | Гэри Халворсон | Шерри Билсинг-Грэм и Эллен Пламмер                                         | 11 ноября 1999   | 22.7                |
| Рэйчел переезжает к Фиби. На пробежке она удивляется тому, как бегает Фиби, но не знает, как ей об этом сказать. Затем придумывает, будто Моника ударила её по ноге. Джоуи находит новую соседку по квартире — прекрасную танцовщицу Жанин Лекруа (Эль Макферсон) и пытается её «не соблазнить». Чендлер решает сделать в квартире генеральную уборку, но забывает как и что где стояло. Росс и Джоуи говорят, что ему не жить, так как Моника очень придирчива к расстановке вещей. |            | |                |                                                                            |                  |                     |
| 129 | 8          | «The One with Ross's Teeth» «Эпизод с зубами Росса»                                                  | Гэри Халворсон | Сюжет : Эндрю Рейх и Тед Коэн Телесценарий : Перри Реин и Джиджи Маккрири  | 18 ноября 1999   | 22.1                |
| Росс готовится к свиданию и чересчур сильно отбеливает зубы. Фиби целуется с Ральфом Лореном на работе Рэйчел, но оказывается, что это был мастер по принтерам. Однако сплетня уже запущена и начальница Рэйчел думает, что это она целовалась с Ральфом для повышения в должности. |            | |                |                                                                            |                  |                     |
| 130 | 9          | «The One Where Ross Got High» «Эпизод, в котором Росс обкуривается»                                  | Кевин С. Брайт | Грегори Малинс                                                             | 25 ноября 1999   | 19.2                |
| Выпуск посвящён Дню Благодарения. Росс признается Чендлеру, почему родители его не любят (из-за этого Моника не говорила родителям, что живёт с Чендлером): оказывается в молодости Росса застукали накуренным и он сказал, что это Чендлер. Рэйчел пытается приготовить праздничный десерт, причем страницы с рецептами склеились, образуя смесь из Английского трюфеля и запеканки из мяса. Фиби снятся эротические сны с Геллером-старшим. А Джоуи хочет сбежать на вечеринку к Жанин. |            | |                |                                                                            |                  |                     |
| 131 | 10         | «The One with the Routine» «Эпизод c «халтуркой»»                                                    | Кевин С. Брайт | Брайан Бойл                                                                | 16 декабря 1999  | 22.4                |
| Выпуск посвящён Новому году. Жанин будет танцевать на новогоднем шоу Дика Кларка и приглашает на него Джо, Монику и Росса. Последние решают вспомнить свой школьный танец и поразить съемочную группу. В это время Чендлер, Рэйчел и Фиби ищут новогодние подарки Моники, спрятанные в квартире. В конце серии Джоуи целуется с Жанин. |            | |                |                                                                            |                  |                     |
| 132 | 11         | «The One with the Apothecary Table» «Эпизод c аптекарским столиком»                                  | Кевин С. Брайт | Сюжет : Закари Розенблатт Телесценарий : Брайан Бойл                       | 6 января 2000    | 22.3                |
| Рэйчел покупает новый стол в «Поттери Барн» и боится признаться в этом Фиби, так как та ненавидит все фабричное. В то же время, такой же столик покупает Росс. Рэйчел скрывает от Фиби происхождение столов, придумывая различные истории об их прошлом. Жанин не может терпеть общение с Моникой и Чендлером, Джоуи выбирает друзей и Жанин приходится выехать. |            | |                |                                                                            |                  |                     |
| 133 | 12         | «The One with the Joke» «Эпизод c шуткой»                                                            | Гэри Халворсон | Сюжет : Шана Голдберг-Миэн Телесценарий : Эндрю Рейх и Тед Коэн            | 13 января 2000   | 22.3                |
| Шутку Росса опубликовали в Плейбое, а Чендлер утверждает, что автор шутки — он. Всю серию они пытаются доказывать свою точку зрения. Джоуи устраивается на работу в Центральную кофейню, однако потом Гантер его увольняет. Но с помощью Рэйчел Джоуи возвращают работу. Тем временем девчонки смотрят Плэйбой и обсуждают, кого бы они выбрали в качестве своей девушки. Фиби выбирает Рэйчел, потому что та более податливая. Это провоцирует конфликт между подругами. |            | |                |                                                                            |                  |                     |
| 134 | 13         | «The One with Rachel's Sister» «Эпизод с сестрой Рэйчел»                                             | Гэри Халворсон | Сюжет : Сет Курланд Телесценарий : Шерри Билсинг-Грэм и Эллен Пламмер      | 3 февраля 2000   | 24.1                |
| Джоуи бесплатно угощает красивых посетительниц Центральной кофейни. Моника заболевает, но не хочет этого признавать. Сестра Рэйчел, Джилл (Риз Уизерспун), ссорится с отцом и приходит к ней. Рэйчел переживает из-за того, что между её сестрой и Россом появляются какие-то чувства. |            | |                |                                                                            |                  |                     |
| 135 | 14         | «The One Where Chandler Can't Cry» «Эпизод, в котором Чендлер не может плакать»                      | Кевин С. Брайт | Эндрю Рейх и Тед Коэн                                                      | 10 февраля 2000  | 23.8                |
| Чендлер признается, что не может плакать. Друзья думают, что Фиби снимается в порнографических фильмах. На самом деле это делает её сестра-близнец — Урсула, используя имя «Фиби Буффе». Рэйчел ссорится с сестрой и та идет к Россу и целует его. Росс приходит объясняться к Рэйчел, Чендлер — плачет. |            | |                |                                                                            |                  |                     |
| 136137 | 1516       | «The One That Could Have Been» «Эпизод, в котором все могло быть иначе»                              | Майкл Лембек   | Грегори Малинс и Адам Чейз Дэвид Крейн и Марта Кауффман                    | 17 февраля 2000  | 20.7                |
| Друзья представляют, что было бы, если бы в прошлом все пошло не так: Росс не расстался бы с Кэрол, Моника осталась бы толстой, Рэйчел вышла бы замуж за Барри, Джоуи продолжил бы сниматься в «Днях нашей жизни», Чендлер писал бы юмористические рассказы, а Фиби стала бы успешной бизнес-леди… Продолжение фантазий на тему того, что могло бы быть: Рэйчел «почти что» проводит ночь с Джоуи, а после возвращения домой обнаруживает, что Барри ей изменяет, Кэрол все равно понимает, что она лесбиянка, Фиби переживает сердечный приступ, а Чендлер и Моника занимаются любовью. |            | |                |                                                                            |                  |                     |
| 138 | 17         | «The One with Unagi» «Эпизод c «унаги»»                                                              | Гэри Халворсон | Сюжет : Закари Розенблатт Телесценарий : Адам Чейз                         | 24 февраля 2000  | 22.1                |
| Выпуск посвящён Дню Святого Валентина. Росс пытается обучить Рэйчел и Фиби приемам самозащиты («Унаги-состояние полного созидания», реальное же состояние полного созидания называется — Заншин). Чендлер и Моника договорились сделать друг другу подарки, сделанные своими руками, но оба забывают об этом. Моника дарит кролик-носок, а Чендлер находит кассету с песнями. Моника очень ему благодарна (в течение 2-3 дней), но потом выясняется, что эту кассету когда-то записала Дженис для Чендлера. Джоуи хочет участвовать в медицинских опытах над близнецами (которые принесут 2 000$), но у Джоуи нет брата-близнеца. Он нанимает актера Карла, очень похожего на Джоуи, и старается выдать его за своего брата. |            | |                |                                                                            |                  |                     |
| 139 | 18         | «The One Where Ross Dates a Student» «Эпизод, в котором Росс назначает свидание студентке»           | Гэри Халворсон | Сет Курланд                                                                | 9 марта 2000     | 20.5                |
| Росс начинает встречаться с одной из своих студенток — Элизабет (Александра Холден), которая, естественно, младше его на десяток лет, что противоречит правилам института. Поэтому паре приходится скрываться ото всех. В квартире Рэйчел и Фиби происходит пожар (виновники — щипцы Рэйчел). После этого девушки расселяются у друзей: Моники и Джоуи. Моника организует у себя гостиницу «все включено», а у Джоуи — «все разрешено». Рэйчел и Фиби приходится выбирать. Чендлер устраивает для Джоуи пробы у своей бывшей одноклассницы. |            | |                |                                                                            |                  |                     |
| 140 | 19         | «The One with Joey's Fridge» «Эпизод с холодильником Джо»                                            | Ben Weiss      | Сюжет : Сет Курланд Телесценарий : Джиджи Маккрири и Перри Реин            | 23 марта 2000    | 21.5                |
| Холодильник в квартире Джоуи вышел из строя, и он пытается заставить кого-то из друзей заплатить за новый. Чендлер, Моника и Фиби подбирают кавалеров для Рэйчел, не учитывая при этом мнение Рэйчел. Девушка Росса, Элизабет, собирается на весенние каникулы в Майами, что очень беспокоит Росса. |            | |                |                                                                            |                  |                     |
| 141 | 20         | «The One with Mac and C.H.E.E.S.E.» «Эпизод с Маком и Чизом»                                         | Кевин С. Брайт | Доти Абрамс                                                                | 13 апреля 2000   | 18.8                |
| Джоуи пробуется на главную роль в новом телевизионном сериале «Mac and C.H.E.E.S.E»: детектив Мак Макиавелли — партнер говорящего робота Ч. И. З.а (C.H.E.E.S.E. — Computerised Humanoid Electronically Enhanced Secret Enforcer (Компьютеризированный гуманоид, усиленный электронными средствами для охраны тайн)). Чендлер забывает сообщить Джоуи о повторном прослушивании и тот на него обижается. Парни вспоминают недавнее прошлое, где каждый из них мог «накосячить». В итоге Джоуи удается посетить повторное прослушивание. |            | |                |                                                                            |                  |                     |
| 142 | 21         | «The One Where Ross Meets Elizabeth's Dad» «Эпизод, в котором Росс знакомится с отцом Элизабет»      | Майкл Лембек   | Сюжет : Дэвид Дж. Лагана Телесценарий : Скотт Силвери                      | 27 апреля 2000   | 20.6                |
| Росс нервничает из-за того, что ему предстоит познакомиться с Полом, отцом Элизабет, и не безосновательно. Фиби пишет книгу, основанную на отношениях Моники и Чендлера. Пол и Рэйчел проявляют друг другу интерес, что ещё больше осложняет жизнь Россу. Джоуи начинает работать над новым сериалом, но не ладит с создателем робота и его увольняют. Чтобы вернуться в сериал, Джоуи необходимо научить создателя роботов флиртовать с девушками. В этой серии приглашенная звезда — Брюс Уиллис (отец Элизабет) — отыграл свою роль бесплатно, так как проспорил Мэттью Перри. |            | |                |                                                                            |                  |                     |
| 143 | 22         | «The One Where Paul's the Man» «Эпизод, в котором выясняется, что Пол — классный парень»             | Гэри Халворсон | Сюжет : Брайан Калдирола Телесценарий : Шерри Билсинг-Грэм и Эллен Пламмер | 4 мая 2000       | 20.0                |
| Росс и Элизабет тайно отправляются в загородный дом её отца. В то же время Рэйчел и Пол также собираются туда съездить. Россу приходится скрываться в доме и он становится свидетелем, как Пол подбадривает себя перед ночью с Рэйчел: поет пред зеркалом, что он «машина-любовь» («love mashine»), что дает Россу козырь. Джоуи хочет, чтобы его портрет повесили в химчистке рядом с портретами других знаменитостей. Но русский хозяин химчистки не очень хочет это делать. В итоге фото все равно оказывается на стене, правда Джоуи это не понравится. Моника резервирует помещение для свадьбы «про запас» и не говорит об этом Чендлеру. Они ссорятся. Однако, тот признается Фиби, что имеет большие планы по отношению к Монике. |            | |                |                                                                            |                  |                     |
| 144 | 23         | «The One with the Ring» «Эпизод с кольцом»                                                           | Гэри Халворсон | Тед Коэн и Эндрю Рейх                                                      | 11 мая 2000      | 20.9                |
| Фиби помогает Чендлеру подобрать обручальное кольцо для Моники. Но его успевают перехватить. Друзьям приходится уговаривать перекупить кольцо. Вместе с тем, Фиби и Чендлер никому не говорят, чем занимаются, и Джоуи и Росс решили, что Чендлер на них обижен. В итоге сами объявляют ему бойкот. Рэйчел расстроена, что Пол слишком брутален и держит все в себе. Ей удается вывести его на душещипательную беседу о его детстве, однако, после, Рэйчел никак не может остановить поток слез Пола. В итоге ей приходится его бросить. |            | |                |                                                                            |                  |                     |
| 145146 | 2425       | «The One with the Proposal» «Эпизод с предложением»                                                  | Кевин С. Брайт | Шана Голдберг-Миэн и Скотт Силвери Эндрю Рейх и Тед Коэн                   | 18 мая 2000      | 30.7                |
| Росс размышляет о том, куда ведут его отношения с Элизабет и решает с ней порвать. Рэйчел берёт Джоуи и Фиби на благотворительный вечер в честь детей, где проходит закрытый аукцион, на котором Джоуи покупает яхту, а Фиби напивается («Чем больше я пью, тем меньше это достанется детям!»). Чендлер наконец-то хочет сделать предложение Монике, но в ресторане они встречают Ричарда. Тогда Чендлер выбирает другую тактику: отрицание брака, что очень расстраивает Монику. Тем временем к Монике приходит Ричард и говорит, что до сих пор любит её. Рэйчел и Фиби «немного» завидуют Монике и решают подобрать себе «запасные варианты». Оказывается, что Фиби «забронировала» себе и Джоуи и Росса одновременно. От такого расклада ни Джоуи, ни Рэйчел, ни Росс не в восторге. Чендлер приходит к Ричарду выяснить отношения. Когда он возвращается домой, Джоуи говорит, что Моника ушла. В финале серии Моника в романтичной обстановке делает Чендлеру предложение. |            | |                |                                                                            |                  |                     |